# Prężynka (gmina w rejencji opolskiej)
Prężynka (niem. Amtsbezirk Klein Pramsen) – zbiorowa gmina wiejska (Amtsbezirk) w powiecie prudnickim, rejencji opolskiej. Funkcjonowała w latach 1874–1945 w Rzeszy Niemieckiej. Siedzibą gminy była Prężynka (Klein Pramsen).
Gminę Prężynka utworzono 1 maja 1874 na obszarze powiatu prudnickiego. Powstała z obszaru gromad Prężynka, Lubrza (Leuber) i Czyżowice (Zeiselwitz) oraz dwóch okręgów dworskich. Pierwszym administratorem okręgu został Alfred Matuschka von Toppolczan zamieszkały w Prężynce.
1 kwietnia 1938 do gminy Prężynka przyłączono gromadę Prężyna (Groß Pramsen) z gminy Zülz-Land. 1 kwietnia 1939 gromada Czyżowice zostałą włączona do gminy Niemysłowice. 1 stycznia 1945 gmina Prężynka obejmowała gromady: Prężynka, Prężyna i Lubrza.
Jednostka przetrwała do 1945 roku. Po II wojnie światowej została zniesiona. Władze polskie nie odtworzyły gminy w reaktywowanym powiecie prudnickim.